# Chết vì máy bán hàng

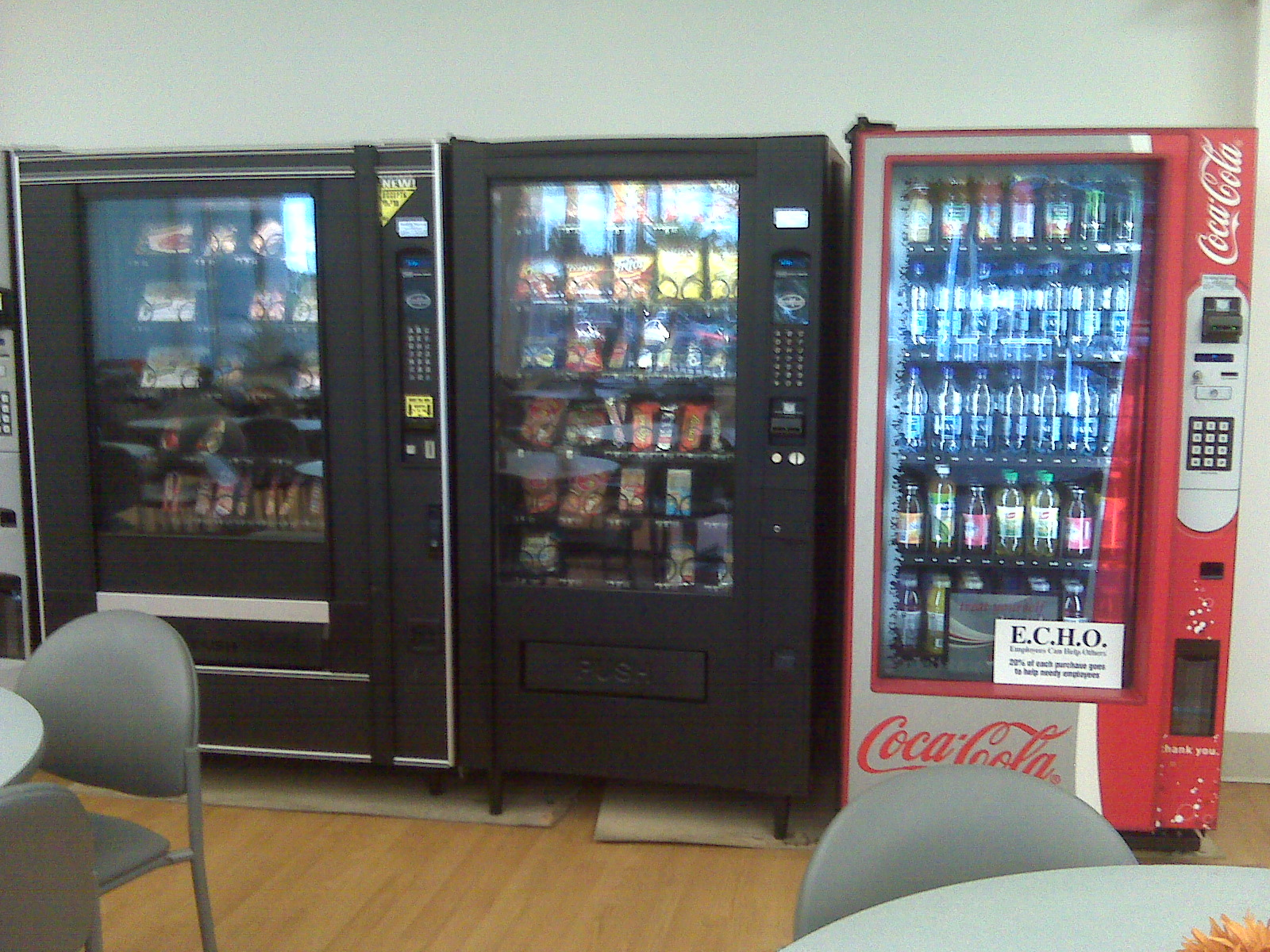
Máy bán hàng kích cỡ đầy đủ có thể nặng hơn 1.000 pound (450 kg), gây ra nguy cơ bị thương nghiêm trọng hoặc tử vong nếu bị nghiêng cho đến khi bị ngã.

Máy bán hàng bị rung lắc hoặc nghiêng được biết là có thể gây ra thương tích nghiêm trọng và tử vong khi bị cỗ máy nặng nề này đè lên.
Người dùng có thể lắc máy để có được sản phẩm miễn phí, giải phóng các sản phẩm bị kẹt hoặc lấy tiền lẻ. Ủy ban An toàn Sản phẩm Tiêu dùng Hoa Kỳ đã phát hiện trong một nghiên cứu năm 1995 rằng ít nhất 37 trường hợp tử vong và 113 người bị thương xảy ra do bị máy bán hàng đè từ năm 1978–1995. Điều này dẫn đến một chiến dịch tự nguyện từ các nhà sản xuất máy bán hàng để cảnh báo rằng việc lắc lư hoặc nghiêng máy có thể gây thương tích nghiêm trọng hoặc tử vong, bao gồm cả việc dán nhãn cảnh báo trên tất cả các máy này. Quân đội Mỹ bắt đầu dán nhãn cảnh báo trên loại máy này vào cuối thập niên 1980 sau một số sự cố tại các cơ sở quân sự.
Phần lớn các trường hợp bị thương và tử vong đều xảy ra với nam giới.
Lập luận rằng cái chết do máy bán hàng gây nên có nhiều khả năng xảy ra hơn một cái gì đó như trúng xổ số Powerball đã thu hút nhiều sự chú ý hơn đến những cái chết bất thường này. Một báo cáo năm 2012 nói rằng tỷ lệ thắng Powerball là 1/175 triệu, so với 1/112 triệu khi bị máy bán hàng giết. Những cái chết kiểu này đôi khi còn liên kết với "Giải thưởng Darwin".

## Phòng ngừa
Nhằm ngăn ngừa thương tích và tử vong do máy bán hàng gây nên, các công cụ có sẵn cũng được coi là thiết bị phòng chống trộm cắp, bao gồm cái lồng, còi báo động và camera an ninh. Những tấm giá đỡ bịt đầu cũng đóng vai trò là thiết bị giúp giảm thiểu thiệt hại do động đất  có thể là một giải pháp khác, cũng như các miếng dán cảnh báo nguy hiểm và nguy cơ lật máy.